# Цыганы (поэма)
«Цыга́ны» — последняя южная романтическая поэма Александра Сергеевича Пушкина. Проведя несколько дней в таборе бессарабских цыган, Пушкин работал над поэмой с января по октябрь 1824 года — сначала прожив более года в Одессе (сентябрь 1823 года — январь 1825 года), потом вернувшись в феврале 1825 г. в Михайловское. Окончательная редакция датирована последними месяцами того же года. На сюжет поэмы С. Рахманинов написал в 1892 г. свою первую оперу «Алеко».

## Сюжет
Поэма рассказывает о любви цыганки Земфиры и юноши Алеко, который оставил «неволю душных городов» ради степного приволья. На протяжении двух лет он кочует по степи вместе с вольными цыганами и своей любимой. Наконец, песня Земфиры и вещий сон открывают ему глаза на её неверность. Старый отец девушки предлагает Алеко не препятствовать счастью девушки, приводя в пример свои отношения с матерью Земфиры — Мариулой. Детям степей чуждо стремление европейца вмешиваться в естественный ход событий и пытаться контролировать его. В другом рассказе старик пересказывает предание о заброшенном в степь поэте; Алеко не без удивления узнаёт в нём Овидия, некогда изгнанного из Древнего Рима на черноморский берег.
Застав Земфиру во время свидания с молодым цыганом, Алеко пренебрегает советом старика и закалывает их обоих. Цыганы не могут понять его эгоистичного стремления обладать любимой ценой её жизни: «Оставь нас, гордый человек!».

## Место в творчестве Пушкина
«Цыганы» воспроизводят базовую коллизию «Кавказского пленника» (1821), восходящую к повести Шатобриана «Атала» (1801): разочарованный байронический герой не в состоянии раствориться среди «благородных дикарей», хотя и страстно желает этого. В этой поэме Пушкин постепенно освобождается от своего былого байронизма; налицо «эволюция от свободного, сладкозвучного и ласкающего стиля его юности к суровой красоте последних вещей» (Д. С. Мирский).

## Литературоведческий анализ
Согласно Д. С. Мирскому основная тема поэмы — «трагическая неспособность сложного, цивилизованного человека отбросить привычные чувства и страсти, в особенности чувство собственника по отношению к своей избраннице». На первый взгляд, поэма является решительным утверждением свободы — свободы женщины по отношению к мужчине — и решительным осуждением неестественного зла — мщения и наказания. Это явное и очевидное оправдание анархизма, и в этом смысле о поэме говорили Достоевский (в знаменитой пушкинской речи) и Вячеслав Иванов".
В интертекстуальном тематическом аспекте поэма представляет собой своего рода «венец» южных поэтических сочинений Пушкина. «Цыганы» оказываются наиболее близкими другой значимой южной поэме Пушкина Кавказский пленник": в фокусе внимания автора находится Алеко, самодостаточный герой, безусловно, наделённый ярко выраженными романтическими чертами, человек европейского склада ума, который демонстративно противопоставляет себя окружающему необъятному в своей полноте миру, существующему на основе «естественных», первозданных законов. С другой стороны, антагонистичны по отношению друг к другу человек, принадлежащий к цивилизации и неупорядоченная, своевольная стихия вечной экзистенции. По мнению литературоведа-пушкиниста Е. А. Трофимова, в поэме органично противопоставляются носитель фатальных страстей и дух безбрежной изначальной свободы. Одновременно в отношении неизбежной оппозиции оказываются индивидуальное и родовое начала. Свободолюбивый Алеко, центральный герой поэтического текста, не только подвержен бунтующим страстям, но обречён сам порождать их. Он представляет собой разочаровавшийся, одинокий и непонятый символ времени, который, с одной стороны, привлекает своей неповторимостью и самобытностью, а с другой стороны, страшен и опасен в своей обречённости и предопределённости. Его, вечного, безутешного «беглеца», преследует закон. Традиционный, канонизированный в западноевропейской и отчасти в русской литературе тип байронического героя оказывается развенчанным в этом произведении, он демонстрирует свою практическую и витальную несостоятельность. Алеко, осознающий, что пути к отступлению в цивилизованный, упорядоченный мир отсутствуют, смело отправляется вперёд: его инстинктивно привлекает неподражаемый стихийный быт цыган с его непосредственной динамикой и всесторонней пестротой.
Герой отчаянно мечтает обрести подлинную волю в этом мире, избавиться от гнетущего воздействия прошлой опустошающей страсти, забыть несчастливую любовь. Тем не менее Алеко оказывается неспособным на это: причиной тому его продолжительный внутренний конфликт, порождённый нежеланием различать свободу для себя и свободу вообще, в чистом виде. Все колоссальные усилия он прилагает к тому, чтобы отыскать неуловимую свободу во внешнем мире, вместо того, чтобы распознать сущностный дух свободы внутри самого себя. Именно поэтому он противится той «правде жизни», которую беспощадно открывает ему мудрый Старик, а главная экзистенциальная ошибка Алеко заключается в том, что он склонен воспринимать любовь в контексте личного права, что не позволяет центральному герою обрести видение подлинной универсальной свободы. Нарочито демонстрируемое презрение, которое вызывает у него оставленный «свет», не даёт ему покоя и выражает истинное смятение, царящее в душе героя: память о старом ненавистном свете всё ещё жива, она никогда не умрёт, так что герой обречён на постоянную внутреннюю экзистенциальную муку. Более того, Алеко продолжает испытывать злотворное влияние этого света, которое он принёс с собой в стихийное свободное пространство цыган: это и гордость и себялюбие, непреодолимое желание владеть судьбой другого человека, мстительность и дикая, инстинктивная ревность — это все роковые черты века, мировоззренческой эпохи, к которой имеет несчастье принадлежать Алеко.
Параллельно и в соотнесённости с главной сюжетной линией, раскрывающейся во внутреннем противоборстве, звучит рассказ старого цыгана об Овидии-изгнаннике. А. С. Пушкин, говоря устами Старика, ставит акцент на неколебимом мужестве и великих страданиях отверженного римского поэта-изгнанника. Алеко же, оставаясь в «оковах просвещения», оценивает повествование цыгана исходя из своих ценностных установок, укрепляясь в мысли о неправедности гонений. Беда Алеко в том, что он так и не научился прощать, будучи не в состоянии сбросить с себя эти «оковы»; в нём в любую минуту может проснуться демоническое начало, он одержим скрытыми пороками, от которых, как бы он ни старался, ему всё равно не удастся убежать.
Любовная песня Земфиры, гимн подлинной, незыблемой свободе, пробуждает это необузданное инфернальное существо. Алеко в полном соответствии с каноном романтического героя реагирует на историю о Мариуле, супруге Старика, уверовав в невозможность отвергнуть один из основополагающих законов «цивилизации» — права на собственность в любом проявлении. В итоге он, оказываясь загнанным в замкнутый круг и не имея шансов вырваться из него, убивает Земфиру и молодого цыгана, что является апогеем реализации порочной байронической экзистенции. Старик же исповедует Правду Божию, противопоставленную фатальному, необузданному буйству демонических страстей, ждущих возможности вырваться наружу. Таким образом, А. С. Пушкин так или иначе, руководствуясь интуитивными или рациональными устремлениями, предстаёт в роли «могильщика» воспетого в западноевропейской и русской поэзии преступного байронического начала, которое, по существу, противопоставляет себя созидательной божественной энергии. Отец Земфиры является воплощением подлинного знания о жизни, символом всепрощения и непротивления событиям жизни. Он произносит духовный приговор над Алеко; однако «золотой век» остаётся в прошлом, так что безусловная Правда Старика не оказывается столь однозначной в условиях окружающего мира, который оказывается заражённым «роковыми страстями», несмотря на итоговую поверженность идеи порочного губительного индивидуализма.
Романтические приметы пушкинского текста отчётливо проявляются в актуализированном этнографическом колорите пространства поэмы, ритмико-интонационной насыщенности и музыкальности поэтического слова; характеры не являются исторически мотивированными, что также указывает на романтическую отнесённость поэтического произведения.

## Исполнение
- Художественное чтение поэмы Дмитрием Журавлёвым. Запись 40-х годов.
- Отрывки поэмы: «Рассказ старого цыгана», «Эпилог». Читает Всеволод Якут. Запись с грампластинки «Фонохрестоматия» (1973).
- Радиоспектакль. В ролях: Рубен Симонов, Елена Измайлова, Михаил Державин, Михаил Астангов, Юрий Любимов. Песню «Старый муж, грозный муж…» исполняет Вероника Борисенко. Запись 1951 года.
- Радиопостановка Ленинградского радио. Режиссёр Бруно Фрейндлих. Исполнители: Александр Рахленко, Лев Колесов, Вера Вельяминова, Юрий Толубеев, Григорий Гай. Запись 1957 года.

## Публикация и успех
В отрывках поэма была опубликована в передовом альманахе «Полярная звезда» в одном из номеров за 1825 год, а следом за первой фрагментарной публикацией последовала вторая, в альманахе Дельвига «Северные цветы» за 1826 год. В этих литературных периодических изданиях отдельные отрывки поэмы «Цыганы» были напечатаны самим Пушкиным, а первый полный вариант этого поэтического текста вышел в свет отдельным изданием в 1827 году.
Последняя из южных поэм Пушкина не имела такого успеха у русской публики, как две предыдущие. Однако пушкинская трактовка цыганской темы, вообще востребованной романтиками (до Пушкина к ней обращались Гёте и Вальтер Скотт), вызвала живой интерес за рубежом. Уже в 1835 г. Джордж Борроу перевёл песню Земфиры на английский. Г. Брандес предполагал, что именно пушкинская поэма навела Проспера Мериме на мысль написать повесть о цыганах («Кармен»), тем более что Мериме в 1852 г. издал прозаическое переложение «Цыган» на французский.

## Музыка
Внимание современников Пушкина своей ритмической выразительностью привлекла страстная песня Земфиры «Старый муж, грозный муж, Режь меня, жги меня…» Она была положена на музыку А. Верстовским и П. Чайковским, переведена на ряд европейских языков.
В 1892 году композитор Сергей Рахманинов органично воплотил художественный замысел Пушкина в музыке, создав оперу «Алеко» (экранизирована в 1953 году). В пушкиноведении долгое время бытовала легенда о том, что первую оперу на сюжет «Цыганов» написал Вальтер Гёте (внук поэта).

## В астрономии
В честь героини поэмы Александра Пушкина Земфиры по предложению Н. Комендантова назван астероид (1014) Земфира, открытый 29 января 1924 года К. Райнмутом в Гейдельберге, в столетнюю годовщину написания поэмы.